# Stanisław Ulam
Stanisław Ulam (polonès: Stanisław Marcin Ulam) (pronunciació en : /staˈɲiswaf ˈmart͡ɕin ˈulam/) (Lviv, 13 d'abril de 1909 - Santa Fe, 13 de maig de 1984), conegut informalment com Stan Ulam, va ser un matemàtic polonès que va participar en el projecte Manhattan i va proposar el disseny Teller–Ulam de les armes termonuclears. També va inventar la propulsió nuclear a pols i va desenvolupar un nombre d'eines matemàtiques en la teoria de nombres, teoria de conjunts, teoria ergòdica i topologia algebraica. Sobretot és conegut per ser coautor (amb Nicholas Metropolis) del Mètode de Montecarlo

## Vida i Obra
Ulam va néixer a la ciutat de Lemberg, quan aquesta pertanyia a l'Imperi Austrohongarès i els seus habitants eren majoritàriament polonesos (ara es Lviv i és una ciutat d'Ucraïna). De família jueva benestant, el seu pare era advocat i la seva mare filla d'un industrial de l'acer. Durant la Primera Guerra Mundial, en ser ocupada la ciutat, la família es va traslladar a Viena, on va aprendre l'alemany, ja que el seu idioma familiar era el polonès. Acabada la guerra, van retornar a la ciutat, aleshores anomenada Lwów i sota sobirania polonesa, on va fer els estudis secundaris des de 1919 a 1927. El 1927 va ingressar a l'Escola Politècnica de Lwów, amb la intenció de fer una enginyeria, però aviat es va passar al grup matemàtic que liderava el professor Kuratowski i que el va encoratjar en l'estudi de les matemàtiques. El 1933 va defensar la seva tesi doctoral sobre teoria de la mesura: va ser el primer doctorat atorgat per la nova "Facultat General", ja que el Politècnic només expedia títols d'enginyer. Durant els seus estudis universitaris, va formar part activa de la tertulia matemàtica que s'organitzava de forma assídua al Café Escocès. A finals de 1934, finançat pels seus pares, va iniciar un viatge post-doctoral a l'estranger visitant les universitats de Viena, Zuric, París i Cambridge.
A finals de 1935, a invitació de John von Neumann, es va incorporar a l'Institut d'Estudis Avançats de Princeton, però l va deixar mesos després per estar quatre anys (1936-1940) de professor ajudant a la universitat Harvard. L'esclat de la Segona Guerra Mundial el 1939 va significar un canvi radical a la seva vida: excepte el seu germà petit (Adam Ulam), qui l'havia acompanyat als Estats Units en el darrer viatge el mateix any 1939, tota la seva família, pare, germana, oncles, i molts dels seus amics i professors van ser víctimes de l'holocaust o de la barbarie nazi. El 1940 va ser nomenat professor adjunt a la universitat de Wisconsin on va romandre fins al 1943 i on es va casar amb la periodista francesa Françoise Aron, qui també havia perdut la família i els amics a mans dels nazis i que estava fent un curs d'ampliació d'estudis al Mount Holyoke College abans de començar la guerra.

Disseny de Teller-Ulam
5: Escuma de poliestirè
9: Envoltori reflectant
A: Etapa de fissió
1: Cristalls químics altament explosius
2: Urani-238
3: Buit (levitació)
4: Gas triti (potenciador)
B: Etapa de fusió
6: Urani-238
7: Deuteri de Liti-6 (combustible)
8: Plutoni (detonant)

El 1941 va adoptar la nacionalitat estatunidenca i el 1943 va ser invitat a participar en el Projecte Manhattan. Així doncs, l'any següent es va traslladar amb la família al Laboratori Nacional Los Alamos (Nou Mèxic) per treballar en les tasques secretes que conduirien a la fabricació de la bomba atòmica i la bomba d'hidrogen. Ell va ser assignat al grup d'Edward Teller que treballava en la construcció de la bomba H. Durant aquesta època a Los Alamos va fer dues de les aportacions més importants de la seva carrera, conjuntament amb le seu col·laborador Cornelius Everett: l'anàlisi dels processos de ramificació en sistemes de diverses variables i els càlculs que van conduir a un procés d'ignició efectiu de la bomba d'hidrogen. El primer, es avui conegut com Mètode de Montecarlo i s'aplica a nombrosos fenòmens naturals com la multiplicació dels bacteris o les pluges de rajos còsmics. El segon, conegut com disseny de Teller-Ulam, és el mecanisme d'ignició de la bomba termonuclear.
El 1967 va deixar Los Alamos, tot i que va mantenir un contracte d'assessorament amb el laboratori, i va acceptar un càrrec al departament de bio-matemàtiques de la universitat de Colorado a Boulder que va mantenir fins al 1975. Fins a la seva mort el 1984 va ser professor de recerca a la universitat de Florida i professor visitant a altres universitats.